# Romagnieu
Romagnieu este o comună în departamentul Isère din sud-estul Franței. În 2009 avea o populație de 1.400 de locuitori.

## Evoluția populației
| An        | 1975 | 1982 | 1990  | 1999  | 2006  | 2009  |
| --------- | ---- | ---- | ----- | ----- | ----- | ----- |
| Populație | 870  | 993  | 1.122 | 1.235 | 1.374 | 1.400 |